# 박지영 (1949년)
박지영(朴志暎, 1949년 8월 26일 ~ )은 대한민국의 배우이다. 중앙대학교 연극영화과를 졸업하였다.

## 수상
- 1972년 제9회 청룡영화상 신인연기상 《약한 자여》
- 1973년 제9회 백상예술대상 영화부문 신인상 《쥐띠 부인》